# Municipio de Athens (Arkansas)
El municipio de Athens (en inglés: Athens Township) es un municipio ubicado en el condado de Izard en el estado estadounidense de Arkansas. En el año 2010 tenía una población de 141 habitantes y una densidad poblacional de 2,2 personas por km².

## Geografía
El municipio de Athens se encuentra ubicado en las coordenadas 36°3′24″N 92°1′29″O / 36.05667, -92.02472. Según la Oficina del Censo de los Estados Unidos, el municipio tiene una superficie total de 64.07 km², de la cual 63,57 km² corresponden a tierra firme y (0,77 %) 0,49 km² es agua.

## Demografía
Según el censo de 2010, había 141 personas residiendo en el municipio de Athens. La densidad de población era de 2,2 hab./km². De los 141 habitantes, el municipio de Athens estaba compuesto por el 91,49 % blancos, el 8,51 % eran amerindios. Del total de la población el 0 % eran hispanos o latinos de cualquier raza.